# El Molino, Jiménez
El Molino är en ort i Mexiko.   Den ligger i kommunen Jiménez och delstaten Chihuahua, i den centrala delen av landet, 1 100 km nordväst om huvudstaden Mexico City. El Molino ligger 1 329 meter över havet och antalet invånare är 157.
Terrängen runt El Molino är platt åt sydväst, men åt nordost är den kuperad. Runt El Molino är det mycket glesbefolkat, med 3 invånare per kvadratkilometer. Närmaste större samhälle är Torreoncitos, 0,92 km nordväst om El Molino. Omgivningarna runt El Molino är i huvudsak ett öppet busklandskap.